# Ruedi Reich
Rudolf «Ruedi» Reich (* 9. Januar 1945 in Uster; † 12. August 2012 in Zürich) war ein Schweizer Pfarrer und von 1993 bis 2010 Kirchenratspräsident der Evangelisch-reformierten Landeskirche des Kantons Zürich.

## Leben und Wirken
Ruedi Reich wuchs ab seinem dritten Lebensjahr in Regensdorf auf. Sein Vater war Emil Reich, Zürcher Regierungsrat und von 1948 bis 1954 Direktor der kantonalen Strafanstalt. Nach Abschluss der Sekundarschule machte Reich am Seminar Küsnacht eine Ausbildung zum Lehrer und studierte anschliessend Theologie. Von 1972 bis 1993 war er Gemeindepfarrer in Marthalen. 1973 wurde er in die Synode des Kantons Zürich gewählt, wo er Mitglied der Religiös-sozialen Fraktion war, und 1983 in den Kirchenrat. Von 1993 an war er als vollamtlicher Kirchenratspräsident der Leiter der Exekutive der reformierten Zürcher Landeskirche. Daneben war er als Zürcher Kirchenratspräsident von Amtes wegen Präsident des Konkordats der deutschschweizerischen Evangelisch-reformierten Landeskirchen zur Ausbildung der Pfarrerinnen und Pfarrer.
Ruedi Reich forderte am 9. September 2001 bezüglich des Wasterkinger Hexenprozesses: «Die Ereignisse von 1701 sind ein Unrecht, welchem sich auch die reformierte Zürcher Kirche zu stellen hat. Hier haben sich Menschen am Evangelium versündigt, weil sie sich an wehrlosen Menschen versündigt haben.»
Im Jahre 2010 erreichte Ruedi Reich mit 65 Jahren sein Pensionsalter. Seinen Rücktritt hatte er zunächst auf das Ende der laufenden Amtsperiode im September 2011 geplant, er trat aber aus gesundheitlichen Gründen wegen eines Tumors an der Wirbelsäule bereits auf Ende 2010 von seinem Amt als Kirchenratspräsident zurück. Am 12. August 2012 verstarb er 67-jährig in Zürich. Ruedi Reich war verheiratet und Vater von vier Kindern, darunter der Rechtswissenschaftler Johannes Reich.
Die Theologische Fakultät der Universität Zürich verlieh ihm 2005 für sein Wirken als Kirchenratspräsident die Ehrendoktorwürde (Dr. theol. h. c.). 2008 verlieh ihm der Zürcher Regierungsrat die silberne Ehrenmedaille.

## Publikationen
- Glauben, Zweifeln, Handeln. Predigten und Gespräche. Hrsg. von Philippe Dätwyler. Theologischer Verlag Zürich, Zürich 2004, ISBN 3-290-17298-8.
- Ermutigung zum Glauben. Gedanken und Erinnerungen. Hrsg. von Christine Voss, Philippe Dätwyler. Theologischer Verlag Zürich, Zürich 2011, ISBN 978-3-290-17632-7. (Autobiografie) eingeschränkte Vorschau in der Google-Buchsuche